# Brian Cini
Brian Cini (* 5. September 1996 in Sliema) ist ein maltesischer Snookerspieler. Er ist fünffacher Titelträger seines Landes.

## Karriere
Brian Cini begann mit 13 Jahren mit dem Snookerspielen. Schon als Jugendlicher war er bei internationalen Turnieren erfolgreich. Beim in seiner Heimat Malta ausgetragenen European U17 Snooker Open wurde er 2012 Vierter und gewann 2013 und 2014 den Titel. Mit 15 Jahren trat er auch schon bei der offiziellen U21-Europameisterschaft an. Er überstand souverän die Gruppenphase, bevor er gegen den 3 Jahre älteren Waliser Duane Jones ausschied. Allerdings war die Runde der Letzten 32 auch in den nächsten beiden Jahren Endstation, erst bei der Junioren-EM 2015 kam er erstmals ins Viertelfinale. Dasselbe Ergebnis erreichte er in diesem Jahr auch bei den Senioren sowohl bei der Europa- als auch bei der Weltmeisterschaft. Daneben spielte er auch bei Turnieren im deutschsprachigen Raum, z. B. beim renommierten 3 Kings Open in Rankweil, wo er 2016 hinter seinem Landsmann Tony Drago Zweiter wurde. Und er trat bei den Turnieren der Players Tour Championship (PTC) an, für Amateure offene Kleinturniere der Profitour. Mehrfach qualifizierte er sich für das Hauptturnier, verlor dann aber jeweils gegen einen Profispieler. Bei den Gdynia Open 2015 schied er nur knapp mit 3:4 gegen Ricky Walden aus.
Er versuchte früh, selbst Profi zu werden. Er zog nach London, wo er von Tony Drago unterstützt wurde und mit Spielern wie Jimmy White und Michael Georgiou trainierte. Er trat in der Q School an, aber obwohl er sich von Jahr zu Jahr steigerte, war das Viertelfinale seiner Gruppe 2016 sein bestes Ergebnis. Beim Paul Hunter Classic 2017, das in der Tradition der PTC-Turniere weiter für Amateure offen war, qualifizierte er sich ein weiteres Mal für das Hauptturnier und konnte mit Robert Milkins erstmals einen Profispieler schlagen. Im Jahr darauf gelang ihm an selber Stelle sogar ein 4:0-Sieg über Profi Sean O’Sullivan und zum zweiten Mal der Einzug in die zweite Runde eines Profiturniers.
Im Frühjahr 2016 erreichte Cini mit 19 Jahren erstmals das Finale der maltesischen Meisterschaft. Er traf auf den 13-fachen Titelträger Alex Borg und entthronte ihn mit 6:4. Wenig später gewannen beide zusammen die Team-Europameisterschaft für Malta. Zwei Jahre später besiegte er Borg bei der nationalen Meisterschaft bereits im Halbfinale und mit einem 6:5-Sieg über Aaron Busuttil holte er sich zum zweiten Mal den Titel. 2018 gewann er außerdem das Malta Snooker Open und war ebenfalls zum zweiten Mal die Nummer 1 der nationalen Rangliste (Kampjonat Premier). 2021 siegte er zum dritten Mal bei der maltesischen Meisterschaft, 2022 gewann er seinen vierten Titel gegen Duncan Bezzina. In den nächsten drei Jahren traf er im Finale jeweils auf Aaron Busuttil; nach zwei Niederlagen konnte er 2025 erneut die Meisterschaft gewinnen.
Auch in internationalen Turnieren erzielte Cini ab 2024 einige Erfolge. Nach dem Halbfinaleinzug bei der EM 2024 erreichte er 2025 das Finale der WSF Championship, das er gegen Gao Yang verlor. Dadurch verpasste er knapp die Qualifikation für die Profitour – er wurde allerdings erstmals zur Weltmeisterschaft eingeladen, wo er in der ersten Runde gegen Wang Yuchen ausschied.

## Erfolge
Amateurturniere
- Maltesischer Meister (2016, 2018, 2021, 2022, 2025)
- Sieger der European U17 Open (2013, 2014)
- Finalist der WSF Championship 2025

Teamwettbewerbe
- EBSA European Team Snooker Champion (mit Alex Borg, 2016)